# Ґебітскомісар
Ґебітскоміса́р (нім. Gebietskommissar) або окружний комісар — офіційна назва посади в нацистській Німеччині в часи Другої світової війни, керівник адміністрації округи (ґебіту). За значущістю приблизно дорівнював ландрату або районному керівникові (нім. Kreisleiter) НСРПН на території Німецької імперії. Підпорядковувався гаупткомісару (нім. Hauptkommissar). Посаду запроваджено з 1940 р. у Норвегії після вторгнення нацистських військ у Норвегію і Данію, а з 1941 р. після нападу нацистських військ на СРСР ґебітскомісари очолили цивільні адміністрації одиниць другого рівня (округ, ґебітів) у структурі райхскомісаріату Остланд і райхскомісаріату Україна на окупованих східних територіях.
Усього на теренах України в 6 генерал-комісаріатах налічувалося 89 гебітскомісаріатів. На чолі кожного з них стояли гебітскомісари — окупаційні чиновники, яким було надано безмежну владу над місцевим населенням та його майном. Спираючись на військову силу, гебітскомісари найжорстокішими методами здійснювали політику геноциду народу України, його пограбування та насильницького вивезення української молоді до Німеччини.
Після 1945 року це поняття використовується тільки в історичній літературі. Таким чином, з погляду сьогодення цей термін позначає історичну посаду.

## Окремі гебітскомісари

### Райхскомісаріат Україна
- Вільгельм Вестерхайде (Володимир-Волинський ґебіт)
- Гельмут Віль (Київський ґебіт)
- Георг Гейніш (Мелітопольський ґебіт)
- Ернст Душен (Криворізький і П'ятихатський ґебіти)